# 让-弗朗索瓦·科内茨基
让-弗朗索瓦·科内茨基（法語：Jean-François Kornetzky，1982年7月27日—）是一位法国足球门将，身高1米96，体重86公斤。
自2004年起为卡尔斯鲁厄队效力，合同签至2007年。号码为14号。